# Castell de Palau-surroca
Castell de Palau-surroca és un edifici del municipi de Terrades (Alt Empordà) declarat bé cultural d'interès nacional.

## Descripció
Situat a la banda de llevant del nucli urbà del petit veïnat de Palau-surroca, integrat al municipi de Terrades del que forma part.
Conjunt arquitectònic de grans dimensions, amb diverses reformes i modificacions dutes a terme en època moderna, que inclou l'església de Sant Llorenç. El nucli original de la construcció està situat a la banda de tramuntana del conjunt. Es tracta d'un casal fortificat de planta rectangular, format per diversos cossos adossats, organitzat al voltant d'un pati central quadrat. Presenta les cobertes d'un sol vessant i està distribuït en planta baixa i dos pisos. La construcció presenta obertures rectangulars bastides en maons o d'altres d'arc rebaixat emmarcades amb carreus de pedra. Exteriorment, als murs de llevant i ponent del casal, hi ha rastres de merlets tapiats i diverses espitlleres disposades a diferent nivell. A l'interior, el casal presenta estances cobertes amb voltes de canó i rebaixades, bastides en pedra i amb restes dels encanyissats originals. El pati és de petites dimensions, s'hi ubica l'escala de pedra d'accés als pisos superiors i un pou de pedra de planta quadrada. Per accedir al pati des de l'interior del casal hi ha una porta de mig punt adovellada i una altra de rectangular, amb la llinda gravada amb la data 1641. Destaquen les dues finestres gòtiques dels pisos superiors, rectangulars i amb les llindes d'arc trilobulat, la més gran sostinguda per impostes decorades amb rosetes, columneta i capitell decorat centrals. El casal es troba unit a l'església de Sant Llorenç, la qual està situada al nord del conjunt. És d'una sola nau amb absis semicircular capçat a llevant. La volta de la nau és apuntada i presenta una motllura decorativa a la part superior dels murs laterals, mentre que l'absis està cobert amb volta de quart d'esfera. L'arc triomfal és de mig punt i presenta impostes motllurades. Als peus de la nau hi ha el cor, sostingut per una volta d'aresta recolzada als murs de la nau. Al frontis i a l'absis hi ha dues finestres espitllera d'un sol biaix. La porta d'accés, situada en el mur de migdia de la nau, és d'arc de mig punt adovellat i dona a l'escala del pati interior del casal. A la part superior, damunt la teulada de l'església, hi ha un petit campanar d'espadanya d'un sol arc de mig punt. Al seu costat, fortificant la part superior de l'absis i els murs recrescuts, hi ha restes d'espitlleres i merlets. Tot l'interior del temple es troba arrebossat i pintat. Exteriorment s'observen uns paraments de petits carreus i pedres desbastades, disposats en filades horitzontals i lligats amb abundant morter de calç. En algunes parts s'observen lloses disposades en opus spicatum, a la meitat inferior dels murs de la nau i al basament de l'absis.
La part de migdia de la construcció presenta la mateixa estructura que l'anterior, tot i que de dimensions més grans. Es tracta d'un recinte allargat format per diversos cossos, organitzats al voltant d'un pati rectangular. Des de l'ala sud del casal s'accedeix a aquesta part del recinte, mitjançant un porxo obert per dues grans arcades de mig punt de pedra. La resta d'edificis que tanquen el recinte són de planta rectangular, amb les cobertes d'un sol vessant i distribuïts planta baixa i pis, o bé dues plantes. Majoritàriament presenten finestres rectangulars bastides en maons i portals d'arc rebaixat, també de maons. Es pot accedir al pati des d'un gran portal d'arc rebaixat situat a la façana de llevant, datat amb l'any 1851.
En general, la construcció és bastida en pedra desbastada i sense treballar, lligada amb abundant morter de calç, amb carreus a les cantonades.

## Història
El Castell de Palau-surroca té els seus orígens en la primitiva església de Sant Llorenç que es troba actualment integrada, encara que els seus elements constructius són anteriors, la qual cosa fa pensar que en un moment inicial es trobava aïllada i que el castell s'hi va fer adossar posteriorment. Probablement el temple fou bastit durant l'època romànica. Hi ha document del segle xiv que qualifiquen la capella del castell d'antiquíssima. Segons Joan Badia, pot ser datada el segle X i posteriorment fou fortificada afegint vers el segle xiii muralles i torres quan era senyor Berenguer Palau.
En el segle xiv fou reformat tal como ho testimonien els grans merlets de mantellet. Es desconeixen els diferents afers, tant bèl·lics com polítics o socials en els que va estar involucrat el castell entre els segles XIV i XVI. No és fins al segle xviii quan es té documentat un assalt, saqueig i incendi el dia 17 de novembre de 1794 a mans dels republicans francesos. L'any 1855 fou ocupat pels carlins. Posteriorment fou aprofitat com a masia i actualment s'utilitza com a segona residència.